# Kremlin Cup 2016
Kremlin Cup 2016, oficiálně se jménem sponzora VTB Kremlin Cup 2016, byl společný tenisový turnaj mužského okruhu ATP World Tour a ženského okruhu WTA Tour, hraný na krytých dvorcích s tvrdým povrchem Olympijského stadionu. Konal se mezi 17. až 23. říjnem 2016 v ruském hlavním městě Moskvě jako dvacátý sedmý ročník mužského a dvacátý první ročník ženského turnaje.
Mužská polovina se řadila do čtvrté kategorie okruhu ATP World Tour 250 a její dotace činila 792 645 dolarů. Ženská část měla rozpočet 823 888 dolarů a byla součástí kategorie WTA Premier.
Nejvýše nasazenými hráči v singlových soutěžích se stali světová devatenáctka Roberto Bautista Agut ze Španělska a obhájkyně titulu Světlana Kuzněcovová z Ruska. Posledním přímým účastníkem v mužské dvouhře byl 89. litevský hráč žebříčku Ričardas Berankis a v ženské části pak 64. žena klasifikace Julia Görgesová z Německa.
Druhý singlový titul kariéry na okruhu ATP Tour si z mužské části turnaje odvezl Španěl Pablo Carreño Busta. Osmou společnou trofej ze čtyřhry vybojoval kolumbijský pár Juan Sebastián Cabal a Robert Farah. V ženské části dokázala titul obhájit domácí Světlana Kuzněcovová, které vítězství zařídilo poslední účastnické místo na Turnaji mistryň v Singapuru. Druhý společný titul v sezóně získal český pár Andrea Hlaváčková a Lucie Hradecká, jež na turnaji plnil roli nasazených dvojek.

## Distribuce bodů a finančních odměn

### Distribuce bodů
| Soutěž         | vítězové | finalisté | semifinalisté | čtvrtfinalisté | 16 v kole | 32 v kole | Q  | Q3 | Q2 | Q1 |  |
| -------------- | -------- | --------- | ------------- | -------------- | --------- | --------- | -- | -- | -- | -- |  |
| dvouhra mužů   | 250      | 150       | 90            | 45             | 20        | 0         | 12 | 6  | 0  | 0  |  |
| mužská čtyřhra | 250      | 150       | 90            | 45             | 20        | 0         |    |    |    |    |  |
| ženská dvouhra | 470      | 305       | 185           | 100            | 55        | 1         | 25 | 18 | 13 | 1  |  |
| ženská čtyřhra | 470      | 305       | 185           | 100            | 1         |           |    |    |    |    |  |

### Finanční odměny
| Soutěž       | vítězové | finalisté | semifinalisté | čtvrtfinalisté | 16 v kole | 32 v kole | Q3     | Q2     | Q1     |
| ------------ | -------- | --------- | ------------- | -------------- | --------- | --------- | ------ | ------ | ------ |
| dvouhra mužů | $126 850 | $66 815   | $36 190       | $20 620        | $12 150   | $7 200    | —      | $3 240 | $1 620 |
| čtyřhra mužů | $38 540  | $20 260   | $10 980       | $6 280         | $3 680    | —         | —      | —      | —      |
| dvouhra žen  | $141 700 | $75 660   | $40 410       | $21 722        | $11 650   | $7 390    | $3 320 | $1 765 | $980   |
| čtyřhra žen  | $44 320  | $23 680   | $12 940       | $6 580         | $3 570    | —         | —      | —      | —      |

## Dvouhra mužů

### Nasazení
| Stát                          | Hráč                  | ATP | Nasazení |
| ----------------------------- | --------------------- | --- | -------- |
| Španělsko                     | Roberto Bautista Agut | 19. | 1.       |
| Španělsko                     | Albert Ramos-Viñolas  | 27. | 2.       |
| Německo                       | Philipp Kohlschreiber | 30. | 3.       |
| Srbsko                        | Viktor Troicki        | 31. | 4.       |
| Slovensko                     | Martin Kližan         | 33. | 5.       |
| Španělsko                     | Pablo Carreño Busta   | 35. | 6.       |
| Itálie                        | Paolo Lorenzi         | 37. | 7.       |
| Rusko                         | Andrej Kuzněcov       | 42. | 8.       |
| Španělsko                     | Marcel Granollers     | 43. | 9.       |
| Žebříček ATP k 10. říjnu 2016 |                       |     |          |

### Jiné formy účasti
Následující hráčí obdrželi divokou kartu do hlavní soutěže:
- Cem İlkel
- Karen Chačanov
- Konstantin Kravčuk

Následující hráči postoupili z kvalifikace:
- Alexandr Bublik
- Aslan Karacev
- Daniil Medveděv
- Jürgen Melzer

Následující hráč postoupil do hlavní soutěže jako tzv. šťastný poražený:
- Federico Gaio

### Odhlášení
před zahájením turnaje
- Bernard Tomic → nahradil jej Jevgenij Donskoj
- Jiří Veselý → nahradil jej Lukáš Rosol
- Martin Kližan → nahradil jej Federico Gaio

### Skrečování
- Marcel Granollers
- Aslan Karacev
- Michail Kukuškin

## Mužská čtyřhra

### Nasazení
| Stát                                                                     | Hráč                 | Stát       | Hráč                | ATP  | Nasazení |
| ------------------------------------------------------------------------ | -------------------- | ---------- | ------------------- | ---- | -------- |
| Španělsko                                                                | Pablo Carreño Busta  | Španělsko  | Marcel Granollers   | 52.  | 1.       |
| Kolumbie                                                                 | Juan Sebastián Cabal | Kolumbie   | Robert Farah        | 60.  | 2.       |
| Argentina                                                                | Guillermo Durán      | Polsko     | Mariusz Fyrstenberg | 119. | 3.       |
| Nizozemsko                                                               | Wesley Koolhof       | Nizozemsko | Matwé Middelkoop    | 119. | 4.       |
| Žebříček ATP k 10. říjnu 2016; číslo je součtem umístění obou členů páru |                      |            |                     |      |          |

### Jiné formy účasti
Následující páry obdržely divokou kartu do hlavní soutěže:
- Jevgenij Donskoj /  Teimuraz Gabašvili
- Daniil Medveděv /  Andrej Rubljov

### Odhlášení
v průběhu turnaje
- Marcel Granollers

## Ženská dvouhra

### Nasazení
| Stát                          | Hráčka                     | WTA | Nasazení |
| ----------------------------- | -------------------------- | --- | -------- |
| Rusko                         | Světlana Kuzněcovová       | 8.  | 1.       |
| Slovensko                     | Dominika Cibulková         | 10. | 2.       |
| Španělsko                     | Carla Suárezová Navarrová  | 12. | 3.       |
| Ukrajina                      | Elina Svitolinová          | 15. | 4.       |
| Rusko                         | Jelena Vesninová           | 19. | 5.       |
| Česko                         | Barbora Strýcová           | 20. | 6.       |
| Rusko                         | Anastasija Pavljučenkovová | 21. | 7.       |
| Rusko                         | Darja Kasatkinová          | 24. | 8.       |
| Maďarsko                      | Tímea Babosová             | 26. | 9.       |
| Žebříček WTA k 10. říjnu 2016 |                            |     |          |

### Jiné formy účasti
Následující hráčky obdržely divokou kartu do hlavní soutěže:
- Anna Kalinská
- Světlana Kuzněcovová

Následující hráčky postoupily z kvalifikace:
- Anna Blinkovová
- Nicole Gibbsová
- Kateřina Siniaková
- Lesja Curenková

Následující hráčka postoupila jako tzv. šťastné poražené:
- Ana Konjuhová

### Odhlášení
před zahájením turnaje
- Sara Erraniová → nahradila ji Anastasija Sevastovová
- Karolína Plíšková → nahradila ji Shelby Rogersová
- Mónica Puigová → nahradila ji Danka Kovinićová
- Dominika Cibulková → nahradila ji Ana Konjuhová

v průběhu turnaje
- Anna Blinkovová

### Skrečování
- Carla Suárezová Navarrová

## Ženská čtyřhra

### Nasazení
| Stát                                                                     | Hráčka                | Stát      | Hráčka                | WTA  | Nasazení |
| ------------------------------------------------------------------------ | --------------------- | --------- | --------------------- | ---- | -------- |
| Rusko                                                                    | Jekatěrina Makarovová | Rusko     | Jelena Vesninová      | 15.  | 1.       |
| Česko                                                                    | Andrea Hlaváčková     | Česko     | Lucie Hradecká        | 25.  | 2.       |
| Česko                                                                    | Kateřina Siniaková    | Slovinsko | Katarina Srebotniková | 60.  | 3.       |
| Austrálie                                                                | Anastasia Rodionovová | Ukrajina  | Olga Savčuková        | 100. | 4.       |
| Žebříček WTA k 10. říjnu 2016; číslo je součtem umístění obou členů páru |                       |           |                       |      |          |

### Jiné formy účasti
Následující páry obdržely divokou kartu do hlavní soutěže:
- Anna Kalinská /  Olesja Pervušinová
- Natela Dzalamidzeová /  Veronika Kuděrmetovová

## Přehled finále

### Mužská dvouhra
- Pablo Carreño Busta vs.  Fabio Fognini,  4–6, 6–3, 6–2

### Ženská dvouhra
- Světlana Kuzněcovová vs.  Darja Gavrilovová, 6–2, 6–1

### Mužská čtyřhra
- Juan Sebastián Cabal /  Robert Farah vs.  Julian Knowle /  Jürgen Melzer, 7–5, 4–6, [10–5]

### Ženská čtyřhra
- Andrea Hlaváčková /  Lucie Hradecká vs.  Darja Gavrilovová /  Darja Kasatkinová, 4–6, 6–0, [10–7]